# SHV-Supercup (pallamano maschile)
La SHV-Supercup è la supercoppa di lega svizzera di pallamano maschile; è organizzata dalla Schweizerischer Handball-Verband, la federazione svizzera di pallamano.

La prima stagione si disputò nel 1999; dall'origine a tutto il 2024 si sono tenute 26edizioni del torneo.

La squadra che vanta il maggior numero di coppe vinte è il Kadetten Schaffhausen con 16 titoli; è anche l'attuale squadra campione in carica.

## Albo d'oro
| Data | Campione di Svizzera | Risultato | Detentore SHV-Cup   |
| ---- | -------------------- | --------- | ------------------- |
| 1999 | Suhr-Aarau           | 34 - 31   | Kadetten Sciaffusa  |
| 2000 | Suhr-Aarau           | 23 - 30   | St. Otmar San Gallo |
| 2001 | St. Otmar San Gallo  | 34 - 24   | Pfadi Winterthur    |
| 2003 | Pfadi Winterthur     | 33 - 31   | Grasshoppers        |
| 2004 | Pfadi Winterthur     | 23 - 30   | Kadetten Sciaffusa  |
| 2005 | Kadetten Sciaffusa   | 26 - 19   | Pfadi Winterthur    |
| 2006 | Kadetten Sciaffusa   | 31 - 23   | Wacker Thun         |
| 2007 | Kadetten Sciaffusa   | 36 - 24   | Suhr-Aarau          |
| 2008 | ZMC Amicitia         | 32 - 26   | Kadetten Sciaffusa  |
| 2009 | Grasshoppers         | 35 - 34   | Bern Muri           |
| 2010 | Kadetten Sciaffusa   | 39 - 37   | Pfadi Winterthur    |
| 2011 | Kadetten Sciaffusa   | 37 - 25   | Bern Muri           |
| 2012 | Kadetten Sciaffusa   | 29 - 18   | Wacker Thun         |
| 2013 | Wacker Thun          | 21 - 27   | Kadetten Sciaffusa  |
| 2014 | Kadetten Sciaffusa   | 27 - 22   | Pfadi Winterthur    |
| 2015 | Kadetten Sciaffusa   | 30 - 21   | Pfadi Winterthur    |
| 2016 | Kadetten Sciaffusa   | 30 - 26   | St. Otmar San Gallo |
| 2017 | Kadetten Sciaffusa   | 28 - 21   | Wacker Thun         |
| 2018 | Wacker Thun          | 17 - 26   | Pfadi Winterthur    |
| 2019 | Kadetten Sciaffusa   | 31 - 20   | Wacker Thun         |
| 2020 | Kadetten Sciaffusa   | 20 - 25   | Suhr-Aarau          |
| 2021 | Pfadi Winterthur     | 26 - 19   | Suhr-Aarau          |
| 2022 | Kadetten Sciaffusa   | 32 - 25   | GC Amicitia Zurigo  |
| 2023 | Kadetten Sciaffusa   | 33 - 27   | Kriens-Luzern       |
| 2024 | Kadetten Sciaffusa   | 35 - 34   | Kriens-Luzern       |

## Riepilogo vittorie per club
| Numero | Club                | Anni                                                                                           |
| ------ | ------------------- | ---------------------------------------------------------------------------------------------- |
| 16     | Kadetten Sciaffusa  | 2004, 2005, 2006, 2007, 2010, 2011, 2012, 2013, 2014, 2015, 2016, 2017, 2019, 2022, 2023, 2024 |
| 3      | Pfadi Winterthur    | 2003, 2018, 2021                                                                               |
| 2      | Suhr-Aarau          | 1999, 2020                                                                                     |
| 2      | GC Amicitia Zurigo  | 2008, 2009                                                                                     |
| 2      | St. Otmar San Gallo | 2000, 2001                                                                                     |